# وليام براملي
وليام براملي (بالإنجليزية: William Bramley)‏ مواليد 18 أبريل 1928 في نيوجيرسي، الولايات المتحدة - الوفاة 27 أكتوبر 1985 في لوس أنجلوس، الولايات المتحدة، هو ممثل أمريكي بدأ مسيرته الفنية سنة 1958. من أعماله قصة الحي الغربي. امتدت مسيرته الفنية لأكثر من 26 عاما.

## روابط خارجية
- وليام براملي على موقع IMDb (الإنجليزية)
- وليام براملي على موقع ألو سيني (الفرنسية)
- وليام براملي على موقع أول موفي (الإنجليزية)
- وليام براملي على موقع قاعدة بيانات برودواي على الإنترنت (الإنجليزية)
- وليام براملي على موقع قاعدة بيانات الأفلام السويدية (السويدية)
- وليام براملي على موقع قاعدة بيانات الفيلم (الإنجليزية)
- وليام براملي على موقع كينوبويسك (الروسية)